# Токугава Иеясу
Токугава Иеясу (1542 – 1616) е японски самурай и шогун, основател в 1603 г. на династията и Шогуната Токугава, въпреки че фактически владее Япония от 1600 г. – след битката при Секигахара. Официално управлението му приключва през 1605 г., но Токугава продължава да упражнява властта си чрез т.нар. „монашеско управление“ (още Инсей (院政) – специфична форма на управление от този период, при която императорът формално абдикира, но запазва своята власт) чак до своята смърт.

## Ранни години
Токугава Иеясу се ражда на 31 януари 1543 г. в провинция Микава, недалеч от съвременна Нагоя. При кръщаването му е дадено името Мацудайра Такечийо (松平 竹千代) и е син на Мацудайра Хиротада (1526 – 1549 г.) – даймьо от Микава.
По-голямата част от живота на баща му Мацудайра Хиротада минава във война с родовете Ода и Имагава. Разединението в рода Мацудайра (една част от самураите, в това число Хиротада подкрепяли Имагава, а друга – Ода) става причина през 1536 г. да бъде убит Мацудайра Кийоясу (? – 1536 г.) – дядо на Такечийо. За разлика от своя баща и мнозинството от рода, Хиротада считал рода Имагава за по-малкото зло.
През 1548 г. Ода нахлуват в Микава (наследственото владение на Мацудайра) и Хиротада се обръща към Имагава Йошимото за помощ срещу нашествениците. Йошимото поставя едно условие – Такечийо да бъде отведен в Сумпу като заложник, с което Хиротада се съгласява въпреки несъгласието на останалите членове на рода.
Ода Нобухиде – главата на рода Ода, научавайки за това, отвлича Такечийо и го затваря в замъка Коватари в провинция Овари. Нобухиде заплашва Хиротада, че ще убие Такечийо, ако последният не скъса всички връзки с Имагава, на което Хиротада отговоря, че пожертването на сина му би показала колко твърдо държи на своя договор. През 1549 г. обаче картината се променя, след като Хиротада умира от естествена смърт, малко след което е последван от Нобухиде. И без това вече не толкова силните Ода се намират в още по-тежка ситуация, а родът Мацудайра – без водач, което дава предимство на Имагава и Йошимото изпраща армия, командвана от Имагава Сесай, по-младият брат на неговия баща, да нападне замъка на Ода, където живеел Ода Нобухиро – най-възрастният син на починалия Нобухиде и кандидат да оглави рода. Сесай, който освен добър военачалник бил и опитен държавник, превзема замъка и взима в плен Нобухиро, след което предлага на Ода Нобунага, втори син на Нобухиде, да отстъпи замъка и да подари живота на Нобухиро при условие, че Такечийо бъде отстъпен на Имагава.
Нобунага се съгласява и замъкът бива върнат на Ода, а Ода Нобухиро оглавява рода си. Междувременно Сесай се връща в Сумпу с Такечийо, където той израства, но в този период роднините му в Микава стават все по-загрижени за бъдещето на рода Мацудайра – заради отслабването на влиянието на Ода и васалния им статут към Имагава.

## Кариера

### Даймьо (1556 – 1584 г.)
Когато през 1556 г. навършва пълнолетие, Такечийо, следвайки установената традиция, променя собственото си име на Мотонобу (Matsudaira Jirōsaburō Motonobu –  松平 次郎三郎 元信). Година по-късно – след сватбата с първата си жена, той променя името си на Мотоясу (Matsudaira Kurandonosuke Motoyasu –  松平 蔵人佐 元康). Родът Имагава му разрешава да се върне в родната Микава, но и му нарежда да се включи в серия от битки срещу рода Ода. В резултат на това Мотоясу печели своето първо сражение – при Терабе, а като цяло заслугите му от този период започват да му изграждат име на способен военачалник. Когато Ода Нобухиро умира, родът е оглавен от по-младия му брат Нобунага. Скоро след това родът Мацудайра и самураите от Микава започват да искат по-голяма автономия от Имагава. Без да се съобрази с това, Имагава Йошимото организира армия от 20 000 самураи (много от които от Микава) и я повежда към столицата Киото – първият даймьо, който прави това след 1538 г. Мотоясу междувременно напада крепостта Маруне и след като я превзема, той и хората му се установяват в нея за да я защитават, поради което пропускат кървавата битка при Окехадзама, близо до Киото, в която Имагава Йошимото намира смъртта си, а родът Имагава е победен.
При това положение Мотоясу решава да се съюзи с рода Ода, сключвайки тайно споразумение с Нобунага. Секретността е породена от факта, че голяма част от рода Мацудайра, в това число – съпругата на Мотоясу и неговият малък син, са все още държани като заложници в Сумпу от новия глава на Имагава, сина на Йошитомо– Уидзане. През 1561 г. Мотоясу и неговите самураи тръгват в поход към крепостта на Имагава в Каминойо и я овладяват като с това ясно дават на Нобунага да разбере, че вече не поддържат Имагава. След като убива коменданта на крепостта Удоно Нагамочи, Мотоясу взима като заложници съпругата му и двете му деца. Уидзане, решавайки че подкрепата на рода Удоно е по-важна за него отколкото тази на Мацудайра, освобождава роднините на Мотоясу в замяна на неговите заложници.
Вече с развързани ръце, Мотоясу започва след години на упадък да умиротворява Микава. Засилва доверието на своите васали към себе си осигурявайки им нови владения, както и замъци на по-важните от тях – Хонда Тадакацу, Ишикауа Кадзумаса, Кьорики Кийонага, Сакаи Тадацугу и Сакикабара Ясумаса.
През 1564 г. побеждава Микава Монто – водач на милиция анти-Мацудайра, рискувайки и собствения си живот, доколкото бива засегнат от изстрел, който обаче не успява да пробие бронята му.
През 1567 г. Мотоясу изпраща молба до император Оджимачи, искайки да промени както фамилното, така и собственото си име – на Токугава Иеясу (徳川 家康), с което заявява претенциите си да принадлежи към рода Минамото, (чрез рода Нитта) и съответно към императорското семейство. Съвременните изследователи поставят под съмнение императорския произход на Иеясу и приемат, че той просто е използван (както в случая с рода Ашикага преди него), за да оправдае претенциите му към висшите етажи на властта.
Въпреки че в този период родът Токугава е формално независим, той все още не е състояние да оцелее без помощта на рода Ода и е техен васал. Наистина, когато през 1568 г. Нобунага тръгва в поход към Киото, който може да го направи фактически владетел на Япония, много от неговите самураи са васали на Токугава.
В същото време Токугава е нетърпелив да разшири своите владения – той и Такеда Шинген (глава на рода Такеда и владетел на провинция Каи) сключват договор за присъединяване на провинция Тотоми, но впоследствие Шинген на своя глава завладява провинция Цуруга и бастиона на Имагава – Сумпу. Договорът върви към провал, още повече че Иеясу дава убежище на своя бивш враг – Уидзане, обещавайки му да му върне Тотоми и Цуруга, и по същото време се опитва да сключи договор с Уесуги Кеншин, глава на рода Уесуги и кръвен враг на рода Такеда.
След сключването на договора с Уесуги, Иеясу се премества от столицата си Хамамацу (провинция Микава) в Тотоми, за да бъде на позиции в близост до тези на Шинген (по това време владенията на Имагава са вече напълно асимилирани от Токугава, а членовете на рода им са негови васали). Токугава и Такеда са пред война, но приблизително по това време Иеясу разбира, че не може да очаква помощ от Нобунага, тъй като той считал кампанията му за рискована. Въпреки това през 1570 г. в битката при Анегауа срещу родовете Асаи и Асакура, Иеясу участва с 5000 самураи, за да потвърди, че продължава да подкрепя Нобунага. В следващите две години обаче това повече не му се удава, тъй като през 1571 г., родът Такеда преминава в настъпление.
През 1572 г. Такеда отнемат замъка Футамата от Иеясу, а по-късно Шинген го побеждава и в битката при Микатагахара, където той отново за малко не пада убит.
През 1573 г. Шинген умира, наследен от първоприемника си Такеда Кацуйори, който успява да превземе замъка Такатенджин през 1574 г. Въпреки че с това Токугава губят важно за тях пристанище, от този момент нататък родът Такеда започва да губи инициативата. През 1575 г. Кацуйори напада замъка Нагашино в Микава, което заставя Иеясу да поиска помощ от Ода Нобунага. Когато последният не показва особена отзивчивост, Иеясу го заплашва, че ще сключи мир с рода Такеда и че ще нападне позициите на рода Ода в провинциите Овари и Мино. Нобунага променя решението си и повежда една от армиите си към Микава. На 28 юни 1575 г. обединените сили на Ода и Токугава с численост около 38 000 души нанасят съкрушително поражение на рода Такеда, който въпреки това през следващите години все пак успява да нахлуе на няколко пъти в техните територии.
През 1579 г. Иеясу понася тежка загуба – съпругата му и най-големият му син Токугава Нобуясу са обвинени, че в съюз с Такеда Кацуйори са организирали опит за убийство на Ода Нобунага. Съпругата на Иеясу е обезглавена, а Нобуясу е принуден да си направи сепуку (ритуално самоубийство). Като последица Иеясу е принуден да направи свой наследник третия си и любим син Токугава Хидетада, доколкото вторият му син е трябвало да бъде осиновен от друг ставащ все по-влиятелен самурай – Тойотоми Хидейоши.
През 1582 г. отново коалиция между Ода и Токугава напада и разгромява армията на Такеда в битката при Тенмокудзан. Такеда Кацуйори и неговият най-голям син Нобукацу, следвайки моралния кодекс на самураите – бушидо, извършват сепуку, за да не попаднат в плен. С Такеда ликвидирани като опасност, Иеясу вече може да подпомогне Нобунага в неговата кампания за завладяване на цяла Япония, като в отговор на това получава като официално свое владение Цуруга и териториите до границите на владенията на рода Ходжо. С тях Иеясу сключва съюз, бивайки приятел на Ходжо Уджинори, по-малък брат на оглавяващия рода Ходжо Уджимаса.
В края на 1582 г. Иеясу се намира в Сакай, провинция Сецу, когато до него достига новината за смъртта на Ода Нобунага – от ръката на Акечи Мицуниде. Иеясу се връща в Микава, страхувайки се, че като съюзник на Нобунага ще бъде ликвидиран и той. Въпреки това родът Токугава се възползва от ситуацията, нахлува във владенията на Акечи и след решаваща победа в битката при Ямадзаки слага ръка върху провинциите Шинано и Каи. Обезпокоен от това Ходжо Уджимаса изпраща военни част в Каи, но в крайна сметка още преди да се стигне до военни действия, двете страни постигат примирие. Като част от него Иеясу отстъпва част от двете провинции на рода Ходжо.
През 1583 г. една от малкото останали пречки пред Тойотоми Хидейоши да управлява Япония е Шибата Кацуе. Иеясу остава неутрален в конфликта, който приключва след битката при Шидзугатаке през 1583 г., Кацуе извършва сепуку, а Хидейоши и родът му стават най-силните владетели в Япония.

### Втори в империята (1584 – 1598 г.)
През 1584 г. Иеясу решава да подкрепи Ода Нобукацу, най-възрастният син и наследник на Ода Нобунага. По това време в резултат на смъртта на Нобунага влиянието на рода Ода вече е чувствително отслабено – за разлика от това на Токугава, докато Тойотоми Хидейоши остава безспорният хегемон. Със съгласието на Ода Нобукацу, Токугава окупират провинция Овари, бастион на Ода, разчитайки това да бъде достатъчно предизвикателство за Хидейоши да поведе война. Последният действително отговаря, изпращайки армия в Овари, с което започва т.нар. „кампания Комаки“. Иеясу печели единствената достойна за отбелязване битка от тази кампания – тази от Нагакуте, което събитие довежда в края на 1584 г. до примирие между Тойотоми и Токугава. Междувременно Ода Нобукацу вече е преминал в противниковия лагер, сключвайки сепаративен мир с Хидейоши. Териториите, владение на Ода (с изключение на Овари), са анексирани от Тойотоми, отбелязвайки края на политическото влияние на рода Ода. Окончателният край на конфликта е през 1585 г., когато Иеясу се явява в Осака с официалното обещание да приключи с враждебните действия срещу Хидейоши. Въпреки това Хидейоши остава резервиран по отношение на лоялността на Иеясу и оттук нататък единствената военна кампания, в която двамата участват рамо до рамо, е тази от Одавара през 1590 г.
Токугава не участват при нахлуването на Хидейоши на остров Шикоку, нито в кампанията за умиротворяване на остров Хоншу. В кампанията на Хидейоши срещу рода Ходжо през 80-те години на века Иеясу първоначално подкрепя Ходжо, но в крайна сметка през 1589 г. се присъединява към Тойотоми – малко преди началото на кампанията Одавара. По време на нахлуването в териториите на рода Ходжо, при което обединените сили на Тойотоми и Иеясу обсаждат Одавара, Иеясу стои начело на 30 000 самураи. Съвместните действия на бойното поле довеждат до подобряване на отношенията между двамата дотолкова, че накрая се стига до предложението на Хидейоши да предостави за управление на Токугава осемте провинции Канто, в замяна на неговите и на рода Мацудайра наследствени провинции Микава, Тотоми, Цуруга, Шинано и Каи. През 1590 г. Ходжо губят войната и владенията им са анексирани, с което се слага край на 450-годишното управление на рода, а Тойотоми Хидейоши става единственият владетел на Япония. Въпреки абсолютната си власт обаче заради обикновения си произход той никога не получава титлата шогун, на която според традицията са имали право само самураи, имащи родствена връзка с императорското семейство.
След влизането в сила на споразумението с Тойотоми Иеясу премества центъра на своята власт в града-крепост Едо. Ставайки управител на осемте провинции Канто, той вече е сред най-влиятелните и силни феодали в Япония. Обграден от океана и трудно проходими планини и собственик на най-богатите оризища в Япония, Иеясу се радва на автономност по отношение на Тойотоми, с която по онова време в Япония не може да се похвали никой друг даймьо.
През 1592 г. Хидейоши нахлува в Корея с повече от амбициозната идея да завладее Китай и Индия. Въпреки че японската армия успява да се установи в столицата, тя става обект на яростна партизанска война, обхванала цялата страна. Родът Токугава не взима участие в кампанията, По нареждане на Хидейоши Иеясу със самураите си остава на остров Кюшу, вероятно за да бъде „държан под око“, но дори и в негово отсъствие васалите му успешно затвърждават влиянието му в новите му провинции. Кампанията в Корея приключва през 1598 г. с неуспех за японците – те се принуждават да напуснат полуострова, след което Иеясу се прибира в Едо.

### Секигахара (1598 – 1600 г.)
Тъй като през 1593 г. (когато е в доста напреднала възраст) на Хидейоши се ражда единственото му дете – наследникът Тойотоми Хидейори, през 1598 г. вече тежко болен той свиква съвет, съставен от най-влиятелните даймьо, за да определи формата на управление на Япония след неговата смърт. Шестте регенти от назначения от него регентски съвет са Маеда Тошийе (главен регент и наставник на наследника), Мори Терумото, Укита Хидеие, Уесуги Кагекацу, Кобаякава Такакаге и Токугава Иеясу. Малко след това Хидейоши умира, веднага след което Иеясу, използвайки създадения политически вакуум, започва да създава коалиция от самурайските родове, настроени против рода Тойотоми. След смъртта на Маеда Тошийе през 1599 г. Иеясу повежда войските си към Фушими, като окупира и замъка на Осака, с което си навлича гнева на останалите четирима регенти (по това време единият от тях – Такакаге вече е починал). От своя страна опозицията на Иеясу намира своя лидер в лицето на Ишида Мицунари, който, без да бъде регент, е един от главните му опоненти – до степен да организира опита за убийството му по-рано през същата година. Парадоксално опитите през този период на някои от генералите на Иеясу да убият Ишида са спрени от самия Иеясу.
Крехкото сътрудничество между двамата обаче трае много кратко и причината за това е общата политическа и военна ситуация в Япония по това време, т.е. съществуването на две фракции – тази на феодалите, управляващи източните провинции – оглавявана от Токугава, и тази на феодалит, е управляващи западните – поддържаща Ишида. Подтикван от съюзниците си, Мицунари има желанието да атакува пръв, като за целта първо се съюзява с Уесуги Кагекацу (чието владение е недалеч от Едо) с идеята той да блокира евентуалното контранастъпление на Токугава. Военните действия започват през юни 1600 г. Иеясу заедно със съюзниците си – родовете Дате и Могами, се сблъскват с Уесуги, но въпреки това успяват да отправят главните си армии на запад – към позициите на Ишида. Междувременно през октомври, възползвайки се от ситуацията, Ишида успява да овладее Фушими, но този успех му струва сериозна загуба на време и военна сила.
В навечерието на решителната битка Иеясу е не може да разчита на 36 000 души, ръководени от сина му Хидетада, разположени на територията на провинция Шинано (вероятно с цел да противодейства на евентуално предателство от страна на нейния владетел). В противовес обаче, с тайните си дипломатически мисии Иеясу успява да привлече на своя страна рода Кобаякава и да си осигури като минимум неутралитета на рода Мори, което ще се окаже един от ключовите фактори в хода на самото сражение.
Битката при Секигахара се състои на 21 октомври 1600 г. с участието на около 160 000 души. Главните сили на Ишида и Токугава се сблъскват на открито поле, докато тези на Кобаякава и Мори са разположени по обкръжаващите го възвишения. Хидетада, повикан, както се оказва, прекалено късно, не успява да пристигне навреме. В началото численото превъзходство на армията на Ишида оказва своето влияние – хората на Токугава са напът да загубят битката, когато в тяхна помощ се включват частите на Кобаякава и Мори. Резултатът е съкрушителна победа за източната коалиция, макар Ишида да успява да напусне бойното поле. В следващите няколко дни обаче продължилото настъпление на източните армии довежда до залавянето му както и на много от останалите противници, които биват екзекутирани.
Веднага след крайната победа Иеясу преразпределя новозавладените територии между своите васали. Тези от тях, подкрепили го от самото начало, биват провъзгласени за фудай даймьо, докато обявилите се за негови васали след битката при Секигахара – тозама даймьо. Иеясу оставя някои от родовете, управляващи западни владения, без последствия, като например рода Шимазу, но повечето от тях са изтребени. Наследникът Тойотоми Хидейори е принуден да се оттегли в замъка Осака и практически да напусне политическия живот на страната, оставяйки де факто цялото управление на Япония в ръцете на Иеясу.

### Шогун (1603 – 1605 г.)
През 1603 г., когато е на 60 години Иеясу, получава от императора Го-Йодзеи титлата шогун. Като такъв той обявява управлението на бакуфу Токугава – третият в историята шогунат след тези на Минамото и Ашикага.
Това управление ще предопредели съдбата на Япония за следващите два и половина века – т. нар. период „Едо“, който ще продължи чак до 1867 г.

### Управление „в сянка“ (1605 – 1616 г.)
Въпреки своята формална абдикация през 1605 г. в полза на сина си Хидетада, Иеясу от позицията на „оттеглил се шогун“ (огошо) остава реалният управляващ Япония чак до смъртта си. През този период той се премества в Сумпу, откъдето направлява строежа на замъка си в Едо.
През 1609 г. лично води дипломатическите преговори с представителите на Португалия, Испания и Нидерландия.
През 1611 г. начело на 50 000 самураи посещава Киото, за да присъства на коронясването на император Го-Мидзуно, въпреки че официалния шогун е синът му.
В Киото Иеясу нарежда на всички даймьо от западните провинции да подпишат декларация за вярност към династията му.
В 1613 г. съставя документа, познат като „Куге Шохатто“, който слага всички даймьо под строг контрол и фактически ги прави фигури с церемониални функции, лишени от ефективна власт.
В 1614 г. забранява християнството на територията на Япония (в това число на покръстените японци да практикуват вероизповеданието си), подписва указ за екстрадиране на всички християни и прилагайки го на практика изгонва всички чужденци, много от които намират убежище на Филипините – по това време испанска колония.
През 1615 г. завършва Buke Shohatto – документ, регламентиращ бъдещето на шогуната Токугава.
Кулминацията на първия период Едо е през 1614 – 1615 г. когато е обсадена Осака. По това време Хидейори живее в замъка на Осака, без, както изглежда, да има амбиции за отстраняване на Токугава от властта. Иеясу, който обаче добре разбира, че след смъртта му наследникът ще продължава да бъде реална опасност за рода му, успява да намери формален претекст, за да го нападне (за да „оправдае“ действията на Иеясу, в романа „Шогун“ Джеймс Клавел развива версията, че всъщност Хидейори не е законен наследник, тъй като е заченат от случайна връзка на майка му Йододжими). В началото бойните действия са на страната на военните части на Тойотоми, ръководени от Хидейори, но Иеясу ауспява да си върне инициативата. Войските му, ръководени лично от шогуна Хидетада, успяват трайно да обкръжат замъка Осака, който в края на 1615 г. е превзет. Хидейори, майка му Йододжими (вдовицата на Хидейоши) и неговият наследник извършват сепуку. Съпругата на Хидейори – Сенхиме (внучка на Иеясу), бива спасена. С това събитие родът Токугава окончателно овладява Япония и от този момент нататък може да прилага без никакви ограничения своите виждания за развитието на страната.
През 1616 г. Токугава се разболява и в крайна сметка на 73-годишна възраст умира, спокоен за бъдещето на своята династия предвид големия брой наследници които е оставил. Погребан е в храма Nikkō Tōshō-gū a Nikko в днешната префектура Точиги.

## В художествената литература
Токугава Иеясу е прототип на едно от главните действащи лица на романа „Шогун“ на Джеймс Клавел, - Йоши Торанага.